# کرسی ور هارمسورث تاریخ امپراتوری و نیروی دریایی
کرسی وِرِ هارمسورث تاریخ امپراتوری و نیروی دریایی (به انگلیسی: The Vere Harmsworth Professorship of Imperial and Naval History) یکی از مهمترین کرسی‌های استادی تاریخ در دانشگاه کمبریج است. بعد از کرسی بیت در تاریخ استعمارگری دانشگاه آکسفورد و کرسی رودز تاریخ امپراتوری در کینگز کالج لندن (بنیانگذاری شده در ۱۹۱۹)، این سومی کرسی قدمت‌دار در رشته خودش است.
در ۱۹۱۹، هارولد هارمسورث، وایکانت یکم روثرمر، کرسی استادی تاریخ نیروی دریایی را در کمبریج با اهدای مبلغ بیست هزار پوند، به یادبود پسرش وِرِ (که در جنگ Ancre به تاریخ ۱۹۱۶ کشته شد) بنیان نهاد.

## استادان کرسی ور هارمسورث
- جان هالند روز
- دریاسالار سر هربرت ریچموند
- اریک اندرسون واکر
- ادوین ارنست ریچ
- جان اندریو گالاگر
- دیوید کنث فیلدهاوس
- سر کریستوفر الن بیلی
- الیسون باشفورد
- سامیتا سن